# الحملة الصليبية الثالثة على فنلندا

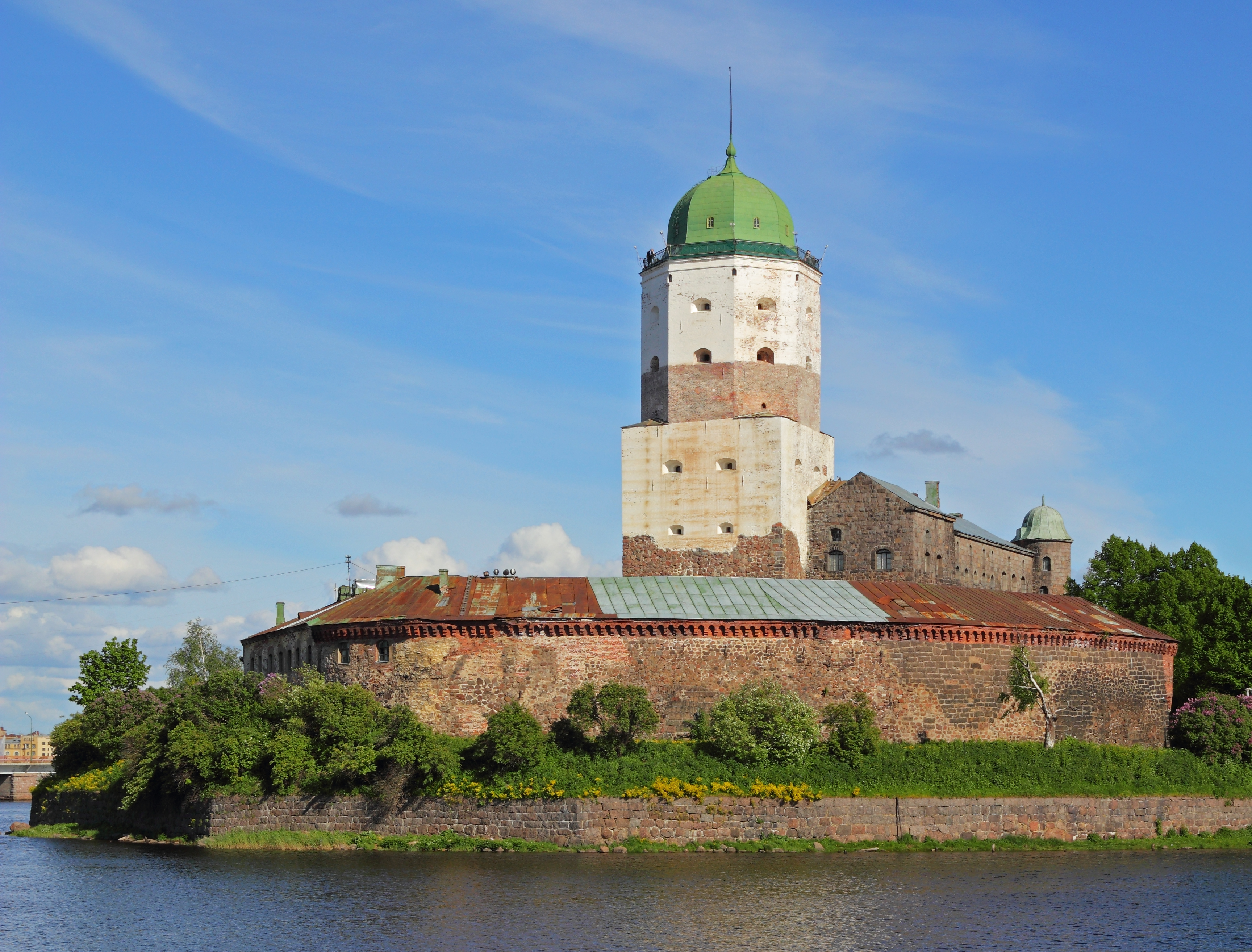

الحملة الصليبية الثالثة على فنلندا هي حملة عسكرية سويدية في فنلندا ضد كاريليا الوثنية في عام 1293. وجاءت عقب الحملة الصليبية الأولى والثانية ضد فنلندا. نتيجة لهذا الهجوم أسست قلعة فيبورغ وبقي غرب كاريليا تحت الحكم السويدي بما يزيد عن 400 سنة. وتعتبر هذه الحملة ضمن الحملات الصليبية الشمالية. وفقًا سجلات اريك، كان سبب الحملة توسع الوثنية في المناطق المسيحية. ويذكر برغر ملك السويد في 4 مارس 1295 أن الدافع وراء الحملة هي عمليات النهب التي نفذها الكاريليانيين وأخذ السويديين وغيرهم من المسافرين كأسرى ثم تعذيبهم. كاريليا أيضًا كانت متورطة بتدمير السويد في 1257 هذا الأمر الذي جعل فالديمار ملك السويد يطلب من البابا الكسندر الرابع إعلان حرب صليبية والذي يوافق عليه.